# H. Parry & Son

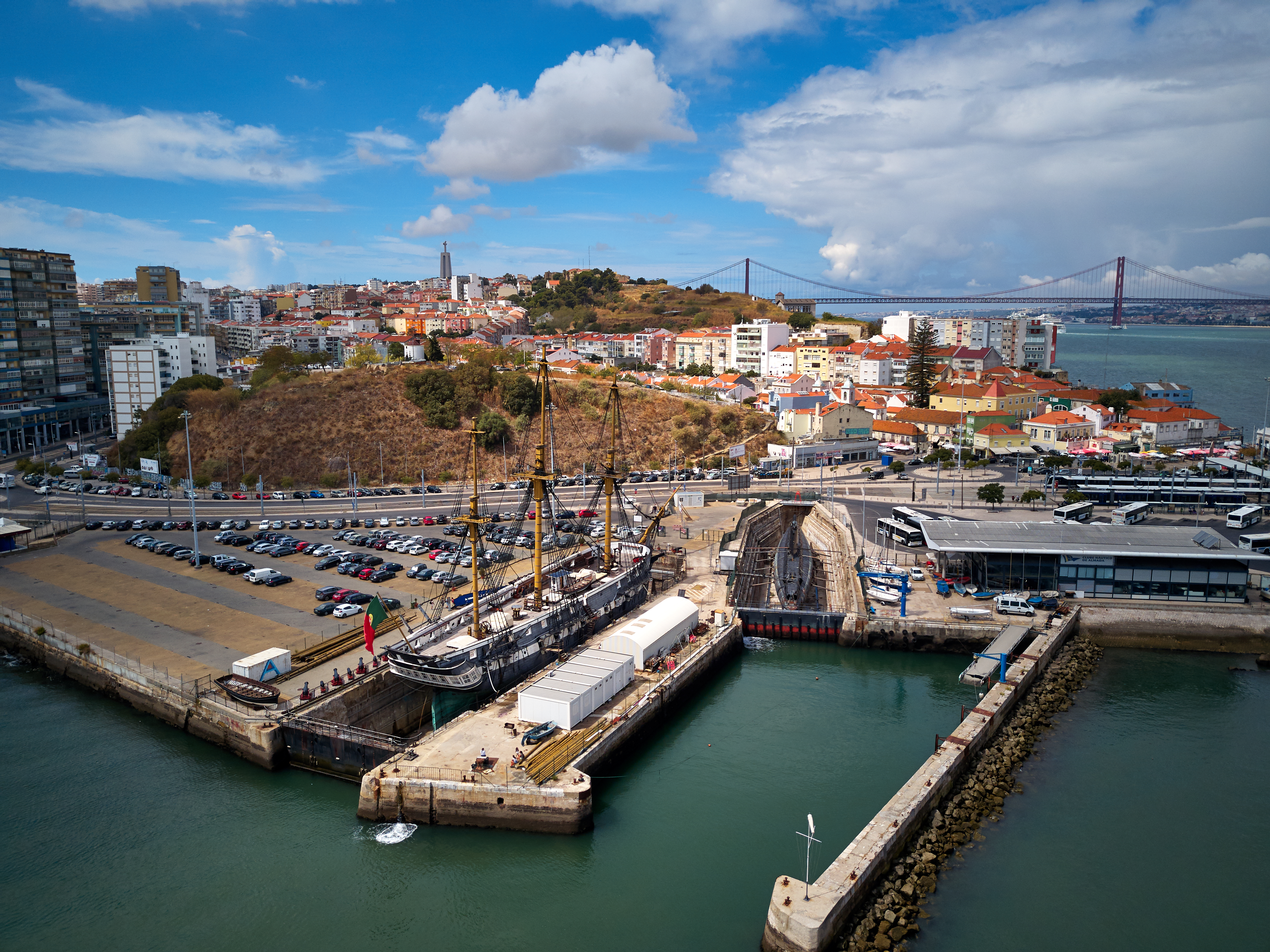
Zustand des Werftgeländes von H. Parry & Son in Cacilhas im Jahr 2017

H. Parry & Son war eine Werft in Lissabon, die von 1855 bis 1986 bestand. Es war die erste Werft in Portugal, die Schiffe mit Stahlrumpf herstellte. Sie baute vor allem kleinere Fahrzeuge für Küstenschifffahrt, Kolonialmarine, Schlepper und testweise 1901 einige Automobile.

## Geschichte

### Gründung und Frühgeschichte
Nachdem der britische Kesselschmied Hugh Parry seinen Zweijahresvertrag von 1852 im Marine-Arsenal Lissabon erfüllt hatte, gründete er 1855 zusammen mit George Oakley in Boa Vista, Lissabon; eine eigene Werft. Oakley starb noch im gleichen Jahr. Der Hauptsitz des Unternehmens blieb während des Bestehens in Boa Vista in der Avenida 24 de Julho. Dazu kamen die Werftgelände – im Laufe der Jahre drei Standorte. In die Leitung des Unternehmens nahm Hugh Parry 1866 seinen Schwiegersohn Francis Churchill Cannell auf, der nach dem Tod des Gründers 1876 die Geschäftsführung übernahm.
Zunächst arbeitete die Werft im Lissaboner Hafenbecken Santo Amaro. Von dort zog sie um 1860 an das Südufer des Tejo nach Ginjal, wo mehr Platz zur Verfügung stand. In Ginjal produzierte die Werft zudem eigene Dampfmaschinen und Kessel für den Schiffbau. Diese Dampfmaschinen fertigte sie auch auf Bestellung für stationäre Verwendungen wie etwa für Destillerien in Ginjal. In Ginjal entstand mit der Alcântara das erste Schiff des Unternehmens, ein Seitenraddampfer von wahrscheinlich ungefähr 30 Meter Länge und Platz für rund 200 Passagiere. Nach der Alcântara folgten mit der Progresso und der Lisbonense weitere Schaufelraddampfer für den Passagierverkehr und mit der Belém 1864 das erste in Portugal gebaute Schiff mit einem Stahlrumpf. Fünf Jahre später, 1869, lief das erste Schiff der Werft mit einem Schraubenantrieb vom Stapel. Von den meisten Schiffen der Werft sind nur die Namen der Dampfer überliefert, nicht jedoch deren Funktion. Segelschiffe wurden ebenfalls gebaut, allerdings sind sie nur in Einzelfällen überliefert wie der Schoner Três Macs oder die Schaluppe Atlântico.

### Umzug nach Cacilhas
Da in Ginjal die Schiffe über eine Mauer der Flussbefestigung auf das Werftgelände gezogen werden mussten, erwies sich das Gelände auf Dauer als ungeeignet. Ein passendes Gelände fand H. Parry wenige hundert Meter entfernt in Cacilhas mit der 1872 gegründeten Sampaio-Werft. 1893 erhielt er die Zusage, die Werft kaufen zu können, doch der Besitzerwechsel dauerte noch bis 1899. Aus dieser Zeit liegen die einzigen überlieferten Beschäftigtenzahlen der beiden Standorte vor: 1890 beschäftigte die Werft 123 Arbeiter, 1917 allein am Standort Ginjal 94 Mitarbeiter. Den Standort Ginjal behielt das Unternehmen bei und gab ihn erst 1938 auf.
In der Zwischenzeit profitierte die Werft von den Folgen des britischen Ultimatums von 1890, mit dem Großbritannien Portugal aus Rhodesien sowie dem Njassaland herausdrängte und die portugiesische Marine wiederum aufrüstete, um die Kolonien zu schützen. Dazu vergab die Marine in den folgenden Jahren an H. Parry & Son vermehrt Aufträge über Flusskanonenboote: Den Beginn machten 1895 die Diogo Cão, Pedro de Annaya und Honorio Barreto (alle 1895), gefolgt von Tete (1903) und Sena (1904) sowie der Lurio (1907) und der Save (1908). Aufsehen erregte 1898 die Chaimite, bis dahin das modernste Kanonenboot des Landes.

### Von der Neubau- zur Reparaturwerft
Mit dem Tod von Francis Cannell im Jahr 1917 übernahmen seine beiden Kinder die Werft und veräußerten sie 1954. Für die Zeit nach 1910 bzw. dem Auslaufen der Marineaufträge für Kanonenboote fehlen Informationen zu weiteren Neubauten weitgehend. Lediglich einzelne Schlepperneubauten sind aus den Jahren 1937, 1975 und 1978 belegt. Während des Zweiten Weltkriegs geriet das Unternehmen in nicht näher spezifizierte Schwierigkeiten. Mit den beiden Docks bildeten Reparatur- und Umbauaufträge von Kriegsschiffen, Fischereifahrzeugen, Fähren den Schwerpunkt der Aufträge. Die Werft selbst wurde inzwischen als Reparaturwerft bezeichnet.
In den Jahren von 1948 bis 1951 baute das Unternehmen die Werft aus und erstellte zusätzliche Gebäude und Werkstätten. Zugleich übernahm es 1950 die Aktienmehrheit an dem 1944 gegründeten Konkurrenten Estaleiros Navais de Viana do Castelo (ENVC). Die Leitung der Werft übergaben die Erben von H. Parry & Son am 2. Januar 1954 an Jaques de Lacerda, der das Unternehmen wieder in eine stabile Lage brachte. In den Folgejahren wird H. Parry weiterhin als Reparaturwerft bezeichnet, über Neubauten liegen keine Informationen mehr vor. Inwieweit die beiden Betriebe eine Aufgabenteilung zwischen Reparaturen (H. Parry & Son) und Neubauten (ENVC) vereinbart hatten, bleibt zu klären. Als die CUF-Gruppe 1971 Mehrheitseigner der ENVC wurde, waren auch wieder Neubauten bei H. Parry & Son zu verzeichnen, zumindest wieder zwei Schlepper.
Nach der Verstaatlichung 1975 überstand das Unternehmen die andauernde Werftenkrise, den Rückgang der Fischereiflotten und die Entwicklung zu immer größeren Schiffen nicht. Die Auftragslage ging zurück und H. Parry. & Son musste 1986 wegen Insolvenz schließen.

### Versuche im Automobilbau
Anfang des 20. Jahrhunderts prüfte die Werft den Einstieg in den Automobilbau. Dazu untersuchte das Unternehmen die Erfahrungen der kurz zuvor gegründeten Firmen Humber Portugal, von João Garrido aus Porto und des Unternehmers Alfredo de Brito sowie des Grafen de Burnay aus Lissabon. Die Versuche von de Burnay waren für H. Parry so interessant, dass das Unternehmen 1901 sechs Testfahrzeuge baute.

## Bauliste (Auswahl)
Über Neu- und Umbauten sowie Reparaturen der Werft liegen nur vereinzelte Informationen vor – oft nur die Namen der Schiffe. Eine Annäherung nach Baujahren:
| Name            | Jahr             | Schiffstyp                   | Vermessung | Auftraggeber                                                 | Anmerkungen |
| --------------- | ---------------- | ---------------------------- | ---------- | ------------------------------------------------------------ | --- |
| Alcântara       | 1860             | Passagierschiff              | ?          | ?                                                            | Erster Neubau der Werft: Schaufelraddampfer von wahrscheinlich etwa 30 Meter Länge und einer Kapazität für 200 Passagiere, weiteres unbekannt.                                                                          |
| Belém           | 1864             | Passagierschiff              | ?          | ?                                                            | Schaufelraddampfer, erstes Schiff der Werft mit Stahlrumpf, Stapellauf am 25. April 1864; weiteres unbekannt. |
| Hugh Parry      | 1876             | Passagierschiff, Kanonenboot | 139 Tonnen | ?                                                            | Schaufelraddampfer, der zuerst auf dem Sado zwischen Setúbal und Alcácer do Sal verkehrte. 1879 von der portug. Marine angekauft: Guiné; Einsatz als Kanonenboot in Guinea, 1883 gestrandet und außer Dienst;           |
| Mineiro         | vor 1892         | Dampfschiff                  | 78 Tonnen  | ?                                                            | Herkunft unbekannt, 1892 von Marine erworben für Einsatz in der Torpedoschule in Paço de Arcos, 1902 verkauft, Verbleib unklar;                                                                                         |
| Diogo Cão       | 1895             | Flusskanonenboot             | 44 Tonnen  | Portugiesische Marine                                        | Heckraddampfer mit Stahlrumpf für Kolonialdienst in Mozambique; 1910 ausgemustert. |
| Pedro de Annaya | 1895             | Flusskanonenboot             | 44 Tonnen  | Portugiesische Marine                                        | Heckraddampfer mit Stahlrumpf für Kolonialdienst in Mozambique; 1908 ausgemustert. |
| Honorio Barreto | 1895             | Flusskanonenboot             | 80 Tonnen  | Portugiesische Marine                                        | Heckraddampfer für Kolonialdienst in Guinea; 1905 abgewrackt. |
| Chaimite        | 1898             | Kanonenboot                  | 430 Tonnen | Portugiesische Marine                                        | Seetaugliches Kanonenboot für Kolonialdienst; die Chaimite war von 1899 bis 1919 in Mozambique im Einsatz, 1919 außer Dienst, 1921 abgewrackt.                                                                          |
| Tete            | 1903             | Flusskanonenboot             | 70 Tonnen  | Portugiesische Marine                                        | Heckraddampfer mit Stahlrumpf für Kolonialdienst in Angola; im Februar 1917 durch Kesselexplosion auf dem Sambesi untergegangen.                                                                                        |
| Sena            | 1904             | Flusskanonenboot             | 70 Tonnen  | Portugiesische Marine                                        | Schwesterschiff der Tete; Heckraddampfer für Kolonialdienst in Angola, 1918 außer Dienst gestellt. |
| Três Macs       | 1904             | Schoner                      | 130 BRT    | J.M. da Silva Teles, Lissabon                                | Stählerner Schoner mit 60-PS-Motor für die Küstenschifffahrt; am 14. April 1917 mit einer Ladung Kraftstoff auf dem Weg von Lissabon nach Gibraltar von U 52 versenkt.                                                  |
| Atlântico       | 1904             | Schaluppe                    | 18 BRT     | José M. S. Teles, Lissabon                                   | Stählerner Kleinsegler ohne Hilfsmotor; am 10. Mai 1909 vor dem HafenLeixões gestrandet und geborgen. weiterer Verbleib unklar.                                                                                         |
| Lurio           | 1907             | Kanonenboot                  | 305 Tonnen | Portugiesische Marine                                        | Kanonenboot mit Stahlrumpf für den Kolonialdienst; 1926 ausgemustert. |
| Save            | 1908             | Kanonenboot                  | 305 Tonnen | Portugiesische Marine                                        | Kanonenboot mit Stahlrumpf für den Kolonialdienst; 1929 ausgemustert. |
| António Serra   | 1937             | Schlepper                    | 110 BRT    | ?                                                            | Einsatz als Hafen- und Flussschlepper; ab 1946 als Marialva für Pascoais Unidos (Porto), ab 1959 für Sofamar (Lissabon); am 7. Dezember 1959 auf Fahrt von Lissabon nach Porto mit zwei Lastkähnen im Schlepp gesunken. |
| Delius          | 1943 (Reparatur) | Frachtschiff                 | 6055 BRT   | ?                                                            | Reparatur des am 21. November 1943 vor Lissabon durch Bomben beschädigten britischen Frachters Delius. |
| Dokhan          | 1975             | Schlepper                    | 256 BRT    | Arab Shipbuilding and Repair Yard, Bahrain                   | IMO-Nr. 7528764; erbaut im Unterauftrag der Estaleiros São Jacinto für Bahrain. |
| Portel          | 1978             | Schlepper                    | 256 BRT    | Soponata, (Sociedade Portuguesa de Navios Tanques), Lissabon | IMO-Nr. 7707803; erbaut im Unterauftrag der Estaleiros São Jacinto; Hafenschlepper in Lissabon, 1985 von Soponata an Rebosado – Reboques Fluviais do Sado, Setúbal, verkauft.                                           |
| Altair          | 1980 (Reparatur) | Trawler                      |            | ?                                                            | Reparatur des sowjetischen Trawlers Altair; |
| Creoula         | 1981 (Umbau)     | Viermast–Gaffelschoner       | 671 BRZ    | Portugiesische Marine                                        | 1937 für Kabeljaufang gebaut; 1973 ausgemustert; ab circa 1981 Umbau zum Segelschulschiff, seit 1987 in Fahrt. |
| NRP Polar       | 1984 (Umbau)     | Schoneryacht                 | 77 Tonnen  | Portugiesische Marine                                        | 1983 von der portug. Marine gegen Sagres II eingetauscht; anschl. Umbau zum Segelschulschiff beauftragt und 1985 in Dienst gestellt.                                                                                    |

## Weitere Nutzung des Geländes
Nach Auflösung des Werftbetriebes wurden sämtliche Gebäude abgerissen. Erhalten blieben die beiden Docks der Werft. Sie werden heute als Liegeplatz für Museumsschiffe genutzt. Im Dock 2 liegt seit 2009 die Segelfregatte Dom Fernando il e Gloria, im Dock 1 liegt seit 2013 ein früheres U-Boot der portugiesischen Marine, die NRP Barracuda der Daphné-Klasse.